# Limonium arboreum
Limonium arboreum (Willd.) Erben, A.Santos & Reyes-Bet. – gatunek rośliny z rodziny ołownicowatych (Plumbaginaceae). Występuje endemicznie na hiszpańskich wyspach Teneryfie oraz La Palmie, leżących w archipelagu Wysp Kanaryjskich. 

Pokrój roślin rosnących w Jardín Botánico Canario

## Biologia i ekologia
Na Teneryfie gatunek ten znany jest z pięciu subpopulacji, znajdujących się w północnej części wyspy – między Valle de La Orotava a Teno. Na La Palmie znajduje się tylko jedna jego subpopulacja w miejscowości Garafía. Całkowity obszar, na jakim występuje gatunek, ma powierzchnię wynoszącą od 4,75 do 16 km².
W niektórych subpopulacjach zaobserwowano dynamiczny wzrost liczebności osobników. W 2004 roku całkowitą liczebność populacji szacowano na 4500 okazów, jednak już w 2007 roku wynosiła ona 8226 osobników.
Krzew ten rośnie na klifach oraz zacienionych skalistych zboczach, w miejscu akumulacji gleb próchnicznych. Występuje w takich zespołach roślinności jak Soncho radicati-Aeonietum tabulaeformis i Artemisio thusculae-Rumicetum lunariae. Jego zakres występowania jest szeroki – od wybrzeża do ciepłolubnych lasów. Często towarzyszą mu takie gatunki jak: Artemisia thuscula, Rhamnus crenulata, Sonchus acaulis oraz Astydamia latifolia, a także różni przedstawiciele rodzajów gojnika i dziurawca.
Poza obszarem naturalnego występowania gatunek rośnie jako introdukowany w Kalifornii.

## Ochrona
W Czerwonej księdze gatunków zagrożonych został zaliczony do kategorii NT – gatunków bliskich zagrożeniu. Limonium arboreum został sklasyfikowany w tej kategorii, ponieważ w przeszłości jego populacja była poważnie narażona przez wypas zwierząt, a jego zasięg występowania był bardzo ograniczony. Jednak obecnie liczebność populacji ma tendencję wzrostową.
Głównymi zagrożeniami dla tego gatunku są naturalna konkurencja ze strony innych gatunków, wypas na pastwiskach oraz deptanie przez fotografów. W ciągu ostatnich lat wypasa się mniej zwierząt, dzięki czemu presja z ich strony spadła i obecnie nie wydaje się być istotnym zagrożeniem dla ochrony tego gatunku. Istnieje natomiast ryzyko hybrydyzacji tego endemicznego gatunku z Limonium fruticans oraz innymi gatunkami uprawianymi w ogrodach. Nasiona są często atakowane przez pasożyty. Zmiany w użytkowaniu gruntów, budowa dróg oraz konkurencja ze strony egzotycznych gatunków były również czasami zgłaszane jako zagrożenia.
Limonium arboreum znajduje się na liście gatunków priorytetowych w załączniku II dyrektywy siedliskowej oraz w załączniku I Konwencji Berneńskiej. Ma też status gatunku „de interés para los ecosistemas Canario” w katalogu gatunków chronionych na Wyspach Kanaryjskich. Jest również wymieniony w Hiszpańskiej Czerwonej Księdze.
Gatunek występuje na pięciu obszarach ochrony SCI: Paisaje Protegido Acantilados de La Culata, Sitio de Interés Científico de Interián, Sitio de Interés Científico Barranco de Ruiz, Parque Rural de Teno oraz Reserva Natural de Guelguén.